# Jacques Defert
Jacques Defert, né en 1949 dans l'Yonne, est un enseignant et professionnel des affaires culturelles français.

## Biographie
Il fait des études de lettres et d'ethnologie.
Il est conseiller pour les arts plastiques à la Direction régionale des Affaires culturelles Champagne-Ardenne (1982-1988). 
Il dirige ensuite tour à tour l'Institut français de Zagreb (Croatie) (1989-1994) et l'Institut français de Bratislava (Slovaquie) (1994-1998).
Il est nommé en 1999 délégué général des Rencontres internationales de la photo d'Arles.
Il est actuellement enseignant en sociologie culturelle et anthropologie de l'art à l’École supérieure d'art d'Avignon et à l’Institut universitaire professionnalisé en administration des institutions culturelles (IUP AIC) de l'antenne d'Arles de l'Université Paul Cézanne Aix-Marseille III (Faculté d’économie appliquée). Il s’intéresse aux relations complexes entre tradition et modernité, diversité culturelle et mondialisation.
Il fait partie du comité scientifique de l’association arlésienne « Asphodèle » qui développe le projet « L’espace pour l’art » selon trois axes : Expositions - Ateliers - Conférences. 